# Bugaku
A bugaku egy tradicionális japán tánc, a Heian-korszak (794-1185) legkedveltebb drámai műfaja volt. A zenés-táncos színjátékot először buddhista templomokban mutatták be, később azonban a császári udvarba is bekerült. A 6. és 8. század között jutott el Japánba, Indián, Kínán és Koreán keresztül.

## Bugaku jellemzői
Gerald Jones 2008-ban megjelent könyvében így magyarázza: "néhány bugaku tánc legendás csatákat fest le, mások találkozásokat isteni személyekkel vagy mitikus vadállatokkal, mint például főnixszel; az egyik híres darab 2 egymással bolondozó sárkányt ábrázol.” Szintén foglalkozik az ősi könyvekkel, melyek pontosan leírják a kifinomult mozdulatokat és testtartásokat, melyeket a gagaku és bugaku előadóművészeinek kell megvalósítaniuk. A leírások gyakran tartalmaznak természeti metaforákat a mozdulatok pontos leírásához. Például, a táncosokat arra biztatják, hogy mozogjanak úgy, akár a szélben ringó fák.
A bugaku és gugaku a legrégebbi ismert és életben maradott udvari tánc és zene a világon. A többi hasonló tánc és zene, beleértve ebbe azt is melyből a bugaku alakult ki, azóta már régen kihaltak. Minden újdonságával együtt a modern kultúra virágzik Japánban, az ember joggal lepődhet meg azon, hogy egy ilyen ősi és lassú tradíció életben tudott maradni. Néhányan meg is jegyzik, hogy a japán kultúra mindig alkalmazkodik és terjed. Így tehát amíg az emberek befogadják az új kultúrákat, addig a japánok kötelességüknek érzik a hagyományok életben tartását.
A nó előtérbe kerülésével a bugaku fokozatosan háttérbe szorult, majd idővel teljesen eltűnt. Az 1868-as Meidzsi-reform idején felújították, azóta is sikerrel játsszák áprilisban és novemberben a legnagyobb buddhista templomokban.

## Története
Amateraszu napistennő elrejtőzött egy barlangban, miután megsebezte őt Szuszano-o testvérének elfogadhatatlan viselkedése. A barlang bejáratának közelében Ame-no-uzume istennő, felfordított egy dézsát és elkezdett rajta táncolni az összegyűlt, aggódó istenségek előtt. Mivel Ame-no-uzume már félmeztelen volt a róla lehulló ruhák miatt, az istenek hangosan nevetni kezdtek. Mikor Amateraszu meghallotta a felbolydulást, előjött, hogy megnézze, mi történt. Így a világ ismét fénybe borult. A japán császári családról úgy tartják, hogy Amateraszuból szálltak alá, Ame-no-uzumét pedig a zene és tánc védőistenének tartják. Ez a történet a japán sinto mitólógiából származik. Mondhatni, hogy a tánc az istenek szórakozásaként indult. Ahogy a császárok Amateraszuból eredeztethetőek, a királyi család tagjait is gyakran kapcsolják istenségekhez. Amikor a buddhista kultúra átkerült Japánba a 7. században Kínából és Koreából, ez olyan tánc-dráma hagyományokat hozott magával, amik bonyolult viseletekkel és folyamatokkal jártak. A bugaku udvari tánc erőteljesen táplálkozik a bevándorolt buddhista kultúrából, de számos eleme megtalálható benne a tradicionális sinto vallásnak is. Ezek a hatások végül keveredtek egymással, és az évek folyamán finomodtak és összeforrtak valami egyedi japán dologgá, a bugakuvá.

## Gagaku
A bugaku zenéje, melyben a hangszerek széles skálája vesz részt, többek között a 17 bambuszsípból álló szájorgona (só), és a hétlyukú oboa (hacsiriki). Emellett még 2-féle citera is, a 13 húros (koto) és a 6 húros (wagon). Használták még a biwát, vagyis a 4 húros basszuslantot, ezen kívül harántfuvolákat, különböző méretű dobokat, így a 6 méter magas, gazdag díszítésű da-daikot is.
A táncra jellemzőek a lassú, pontos és nemes mozdulatok. A táncosok bonyolult, hagyományos buddhista öltözetet viselnek, melyek rendszerint egyformán gyönyörű maszkokat is tartalmaznak. A zene és a tánckoreográfia gyakran többször is ismétlődik. Az előadás négyszögletű, rendszerint 6x6 yardos területen adják elő.
Tadamaro Ono palotazenész családja majdnem 1200 éven át állt a japán császár szolgálatában. Így a családjából 39 nemzedéken keresztül kerültek ki folyamatosan gugaku zenészek. A zenészeknek tökéletesen összpontosított elmével és testtel kell rendelkezniük, így hasonló módon voltak elkötelezve, akár a táncosok.

## Bugaku típusai
Kétféle változatát különböztethetjük meg, az egyik a kultikus, mágikus sarume, a másik pedig a világi formája, a hajato. A 8. században már mindkét változatban megtalálható a monomane, vagyis az "utánzás művészete", amit később a nó-darabokban fognak tökéletesíteni.

### Hajato
A bugaku világi előadásmódja. A hajato egyik változatában s császár testőrei az úgynevezett vízbefúlásos táncot adták elő. A mítosz szerint, Hoszuszori Umiszacsi, a halász, kölcsönadja horgát testvérének, Hohodemi Jamaszacsinak, a vadásznak. A horog a tengerbe vész, ezért Hohodemi lemegy a tenger császárához, hogy visszaszerezze. Ott feleségül veszi a császár leányát, akivel 3 évig él boldogan együtt. Ezután visszaviszi a horgot testvérének, aki azonban nem akar kibékülni, inkább a tengerbe veti magát. Ez a fulladásos jelenet a bugaku csúcspontja, az énekes és a táncos mutatja be. A táncos levetkőzik, csupán az ágyékkötője marad rajta, arcát és tenyerét pedig vörös agyaggal festi be. A pantomimszerű táncmozdulatokkal hűen ábrázolja a feszült pillanatokat, az élet és halál harcát.

### Kumemai
A bugaku egy másik fajtája a harci tánc, a kumemai vagy bu no mai. Ez négy férfi kardtánca, melyet fuvola, hatlyukú furulya és koto kísér.

### Halotti tánc
A bugaku egyik kultikus változata még többek között a halotti tánc, melyek 8 nap, 8 éjszakán át tartottak. Céljuk az volt, hogy a halott lelkét elijesszék, nehogy visszatérjen közéjük. A táncot siratóasszonyok dala kísérte. A halotti torhoz hasonlatos szertartás neve aszobi volt.

## Fordítás
- Ez a szócikk részben vagy egészben  a   Bugaku című angol Wikipédia-szócikk fordításán alapul.  Az eredeti cikk szerkesztőit annak laptörténete sorolja fel. Ez a jelzés csupán a megfogalmazás eredetét és a szerzői jogokat jelzi, nem szolgál a cikkben szereplő információk forrásmegjelöléseként.